# Dysmétrie
La dysmétrie est un terme médical désignant une exécution des mouvements sans mesure dans le temps et dans l'espace, avec un mouvement trop long (hypermétrie) ou trop court (hypométrie) dans son orientation. On retrouve une dysmétrie dans les atteintes du cervelet et notamment dans l'atteinte du pédoncule cérébelleux supérieur.
Dans un syndrome cérébelleux cinétique, les troubles de la coordination et de la précision des mouvements volontaires font partie du tableau. La dysmétrie est fréquemment retrouvée avec notamment l'hypermétrie, l'asynergie, la dyschronométrie et l'adiadococinésie.
La dysmétrie se retrouve lors de l'examen clinique grâce à différentes manœuvres :
- au niveau des membres supérieurs, les tests index - pointe du nez, ou index - lobe de l'oreille mettent en évidence une difficulté pour l'index à atteindre le but, voire un dépassement de ce but (hypermétrie), et un crochet post-cinétique, la main exécutant un crochet pour revenir sur la cible désirée ; plus le mouvement est exécuté rapidement, plus l'hypermétrie est marquée[1] ;
- au niveau des membres inférieurs, le test talon - genou met aussi en évidence la dysmétrie, éventuellement l'hypermétrie, la descente du talon le long du tibia est irrégulière, en zigzag, et le pied est reposé lourdement sur le lit.

La dysmétrie est due à une anomalie de l'anticipation motrice, de la programmation temporelle et du contrôle de l'amplitude des contractions musculaires.